# Eilhard Wölfel
 Eilhard Wölfel (*  1932) ist ein deutscher Bauingenieur.
Wölfel studierte Bauingenieurwesen an der TH Karlsruhe mit dem Diplom 1956. Er wurde 1961 am Institut für Wasserbau der RWTH Aachen promoviert (Entwicklung einer neuartigen Anlage zur Ausscheidung körniger Schwerstoffe aus Wasser), an dem er seit 1957 Assistent war. Wölfel war leitender Baudirektor am Institut für Bautechnik in Berlin.
1991 bis 1994 war er Vorsitzender des Deutschen Ausschusses für Stahlbeton (DAfStb).
1985 stellte er eine praxistaugliche Näherungslösung für den elastischen nachgiebigen Verbund zum Beispiel bei Sandwichbauweise vor.

## Schriften
- Nachweis der Beschränkung der Rissbreite in den Normen des Deutschen Ausschusses für Stahlbeton, in: DAfStb Hefte 370, 1986